# 處決 (油畫)
《处决》是中国艺术家岳敏君创作的一幅油画作品，以1989年六四事件作为其创作来源。2007年10月12日，此作品在伦敦苏富比以293万欧元（合4400万人民币）的价格拍出，创下了中国当代艺术拍卖的最高纪录。
对这幅作品，岳敏君自己认为他思考的是“为什么人类在解决自身问题的时候都要采取一种暴力的方式”。因此，他画中的人物即使对着枪都保持笑脸，同时刽子手手上也没有真正的枪。

## 参见

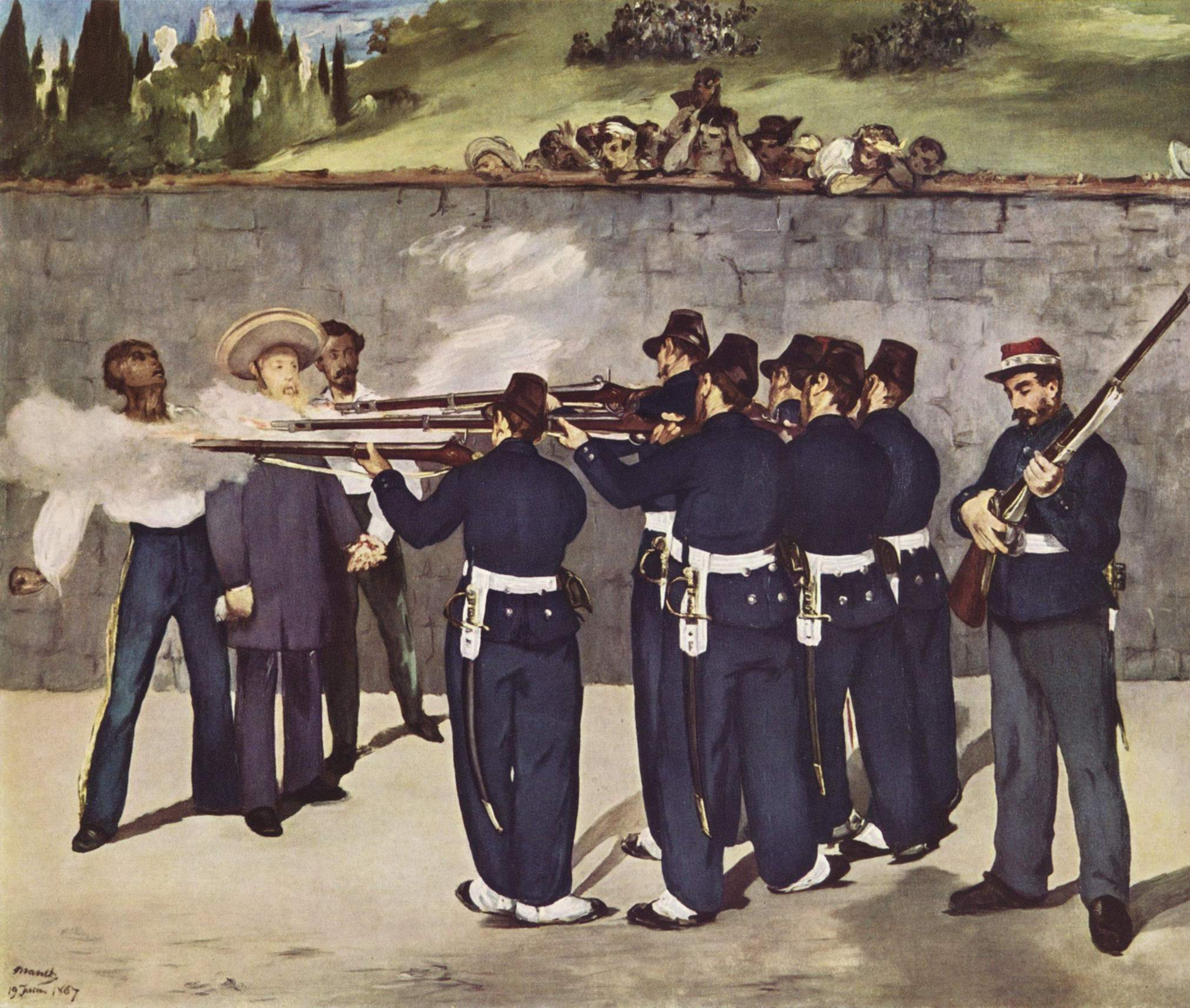